# Илевиц
Илевиц (нем. Ihlewitz) — община в Германии, в земле Саксония-Анхальт. 
Входит в состав района Мансфельд. Подчиняется управлению Гербштедт.  Население составляет 343 человека (на 31 декабря 2006 года). Занимает площадь 9,29 км².